# Kvašov
Kvašov (Hongaars: Kvassó) is een Slowaakse gemeente in de regio Trenčín, en maakt deel uit van het district Púchov.
Kvašov telt 670 inwoners.